# Подшивайлов, Григорий Трофимович
Григорий Трофимович Подшивайлов — советский хозяйственный, государственный и политический деятель, Герой Социалистического Труда.

## Биография
Родился в 1901 году в селе Маловолчанка. Член КПСС.
Участник Гражданской войны. Трудовую деятельность начал в 1920-е годы землекопом в хлопководческих колхозах Средней Азии. С 1932 работал на Сахалине, сначала буровым рабочим, через год — верховым рабочим на буровой установке. С 1937 года буровой мастер на нефтепромысле Эхаби треста «Сахалиннефть». С 1947 года начальник Восточно-Эхабинского участка бурения, затем директор конторы бурения № 2 треста «Сахалиннефть» объединения «Дальнефть». В 1954 году переведён на работу в Куйбышевскую область, где трудился на ответственных должностях в объединении «Куйбышевнефть» Миннефтепрома СССР.
Умер в Куйбышеве в 1974 году.

## Награды и звания
- Герой Социалистического Труда (с вручением ордена Ленина и золотой медали «Серп и Молот») — Указом Президиума Верховного Совета СССР от 8 мая 1948 года (первый из трудящихся Сахалинской области, получивший это звание[2]).
- 3 Ордена Ленина (14.05.1940, 08.05.1948, 25.06.1954)
- 2 ордена Трудового Красного знамени (15.05.1945, 15.05.1951)
- Орден «Знак Почёта»
- Знак Отличник нефтяной промышленности СССР